# Latidos de la Tierra
Latidos de la Tierra es un álbum solista del compositor y músico chileno Feliciano Saldías. El álbum fue lanzado el año 2005 bajo el sello Backstage music, y su sonido se centra en el rock progresivo y la fusión latinoamericana.

## Participantes
En el álbum, además de Feliciano, participaron reconocidos músicos, tales como Pablo Ilabaca (guitarrista y teclista de Chancho en Piedra), Bruno Godoy, Francisco Silva (exbajista de Gurka, banda de la que Feliciano formó parte entre 1996 y 1998), Carlos Cabezas (vocalista y multiinstrumentista de Los Jaivas) y Weichafe.

## Lista de canciones
1. Latidos
2. Esencia
3. Te recuerdo Amanda (Víctor Jara)
4. Dentro
5. Sueño errante
6. Redención
7. Lejos
8. Fuerza para resistir
9. Madre naturaleza
10. Marchatrás
11. Una vez más
12. Silencio
13. Hombre de la tierra
14. Olvido y sol
15. Al final